# Euopius macrops
Euopius macrops är en stekelart som först beskrevs av Fischer 1965.  Euopius macrops ingår i släktet Euopius och familjen bracksteklar. Inga underarter finns listade i Catalogue of Life.